# Elecciones municipales de 2021 en la Región de la Araucanía
Las elecciones municipales de 2021 en la región de la Araucanía se realizaran los días 15 y 16 de mayo de 2021. El listado de candidatos a alcalde y concejales por comuna fue publicado el 23 de enero por el Servel.

## Resultados Municipales en la Provincia de Cautín[4]

### Carahue

#### Alcalde
| Alcalde actual           | Alejandro Sáez Véliz (UDI)    | Alejandro Sáez Véliz (UDI) | Alejandro Sáez Véliz (UDI) | Alejandro Sáez Véliz (UDI) | Alejandro Sáez Véliz (UDI) |
| Candidato                | Pacto                         | Partido                    | Votos                      | %                          | Resultado                  |
| ------------------------ | ----------------------------- | -------------------------- | -------------------------- | -------------------------- | -------------------------- |
| Pedro Vera Paredes       | Unidad por el Apruebo         | PPD                        | 3.112                      | 29,36%                     |                            |
| Gerson Cayuqueo Riquelme | Chile Digno, Verde y Soberano | FREVS                      | 261                        | 2,46%                      |                            |
| Alejandro Sáez Véliz     | Chile Vamos                   | UDI                        | 4.169                      | 39,35%                     | Reelecto                   |
| Samir Manukián Zúñiga    | Independiente                 | Ind.                       | 3.054                      | 28,82%                     |                            |

#### Concejales electos
| Candidato                | Pacto                  | Partido    | Votos | %     |
| ------------------------ | ---------------------- | ---------- | ----- | ----- |
| Claudio Valck Salazar    | Chile Vamos            | RN         | 993   | 3,71  |
| Edith Retamal Arévalo    | Unidos por la Dignidad | PDC        | 782   | 799   |
| José Merino Yáñez        | Unidad por el Apruebo  | PPD        | 1.708 | 16,71 |
| Moisés Vilches García    | Unidad por el Apruebo  | PPD        | 390   | 3,82  |
| Jonathan Hidalgo Quezada | Unidad por el Apruebo  | PS         | 1.161 | 11,36 |
| Emiliano Delgado Fuentes | Chile Vamos            | Ind. / UDI | 835   | 8,17  |

     Concejal que obtiene la primera mayoría de votos en las elecciones municipales, realizadas el 15 y 16 de mayo de 2021.

### Cholchol

#### Alcalde
| Alcalde actual           | Luis Huirilef Barra (Ind.) | Luis Huirilef Barra (Ind.) | Luis Huirilef Barra (Ind.) | Luis Huirilef Barra (Ind.) | Luis Huirilef Barra (Ind.) |
| Candidato                | Pacto                      | Partido                    | Votos                      | %                          | Resultado                  |
| ------------------------ | -------------------------- | -------------------------- | -------------------------- | -------------------------- | -------------------------- |
| Manuel Levio Acuña       | Unidad por el Apruebo      | PPD                        | 404                        | 7,40%                      |                            |
| Silvia Aniñir Curivil    | Chile Vamos                | UDI                        | 222                        | 3,51%                      |                            |
| Luis Huirilef Barra      | Independiente              | Ind.                       | 3.007                      | 47,60%                     | Reelecto                   |
| Verónica Salas Carrasco  | Independiente              | Ind.                       | 2.557                      | 40,48%                     |                            |
| Luis Huenchuleo Gallegos | Independiente              | Ind.                       | 127                        | 2,01%                      |                            |

#### Concejales electos
| Candidato                     | Pacto                        | Partido     | Votos | %     |
| ----------------------------- | ---------------------------- | ----------- | ----- | ----- |
| Cristina Pacheco Arias        | Chile Vamos                  | RN          | 476   | 7,78  |
| Luis Gutiérrez Manríquez      | Unidos por la Dignidad       | Ind.        | 282   | 4,61  |
| Alejandra Contreras Mellico   | Ecologistas e Independientes | Ind. / PEV  | 366   | 5,98  |
| Andrés Navarrete Painemal     | Unidad por el Apruebo        | Ind. / PS   | 495   | 8,09  |
| Hugo Salazar Parra            | Chile Vamos                  | Ind. / EVOP | 268   | 4,38  |
| Bernardita Vizcarra Astudillo | Chile Vamos                  | UDI         | 707   | 11,55 |

     Concejal que obtiene la primera mayoría de votos en las elecciones municipales, realizadas el 15 y 16 de mayo de 2021.

### Cunco

#### Alcalde
| Alcalde actual         | Alfonso Coke Candia (Ind./Nueva Mayoría) | Alfonso Coke Candia (Ind./Nueva Mayoría) | Alfonso Coke Candia (Ind./Nueva Mayoría) | Alfonso Coke Candia (Ind./Nueva Mayoría) | Alfonso Coke Candia (Ind./Nueva Mayoría) |
| Candidato              | Pacto                                    | Partido                                  | Votos                                    | %                                        | Resultado                                |
| ---------------------- | ---------------------------------------- | ---------------------------------------- | ---------------------------------------- | ---------------------------------------- | ---------------------------------------- |
| Rodrigo Pacheco Burgos | Unidad por el Apruebo                    | PPD                                      | 2.310                                    | 30,05%                                   |                                          |
| Carlos Ocampo Herrera  | Independiente                            | Ind.                                     | 1.740                                    | 22,64%                                   |                                          |
| Alfonso Coke Candia    | Independiente                            | Ind.                                     | 3.637                                    | 47,31%                                   | Reelecto                                 |

#### Concejales electos
| Candidato                  | Pacto                         | Partido | Votos | %    |
| -------------------------- | ----------------------------- | ------- | ----- | ---- |
| Danilo Urrutia Cárcamo     | Chile Digno, Verde y Soberano | FREVS   | 470   | 6,27 |
| Gabriel Guerrero Hernández | Chile Vamos                   | RN      | 420   | 5,60 |
| Cristian Moraga Lagos      | Chile Vamos                   | RN      | 406   | 4,67 |
| Claudio Peralta Peralta    | Chile Vamos                   | RN      | 707   | 9,43 |
| Gustavo Arellano Seguel    | Unidos por la Dignidad        | IND     | 523   | 6,97 |
| Cristian Mills Rebolledo   | Radicales                     | PR      | 388   | 5,17 |

     Concejal que obtiene la primera mayoría de votos en las elecciones municipales, realizadas el 15 y 16 de mayo de 2021.

### Curarrehue

#### Alcalde
| Alcalde actual          | Abel Painefilo Barriga (PPD) | Abel Painefilo Barriga (PPD) | Abel Painefilo Barriga (PPD) | Abel Painefilo Barriga (PPD) | Abel Painefilo Barriga (PPD) |
| Candidato               | Pacto                        | Partido                      | Votos                        | %                            | Resultado                    |
| ----------------------- | ---------------------------- | ---------------------------- | ---------------------------- | ---------------------------- | ---------------------------- |
| Abel Painefilo Barriga  | Unidad por el Apruebo        | PPD                          | 1.916                        | 50,90%                       | Reelecto                     |
| Héctor Carrasco Ruiz    | Chile Vamos                  | RN                           | 1.575                        | 41,48%                       |                              |
| Gastón Arriagada Sierra | Ecologistas e Independientes | PEV                          | 273                          | 7,05%                        |                              |

#### Concejales electos
| Candidato                        | Pacto                 | Partido | Votos | %     |
| -------------------------------- | --------------------- | ------- | ----- | ----- |
| César Carrasco Jiménez           | Chile Vamos           | RN      | 454   | 12,43 |
| Nayadeth Contreras Jaramillo     | Chile Vamos           | RN      | 369   | 10,10 |
| Sonia Sabugal Saldaña            | Chile Vamos           | RN      | 325   | 8,90  |
| Ana Marisol Marillanca Sepúlveda | Unidad por el Apruebo | PS      | 230   | 6,30  |
| Beatriz Carinao Quintonahuel     | Unidad por el Apruebo | PPD     | 364   | 9,97  |
| Daniel Parra Calabrano           | Unidad por el Apruebo | PPD     | 644   | 17,63 |

     Concejal que obtiene la primera mayoría de votos en las elecciones municipales, realizadas el 15 y 16 de mayo de 2021.

### Freire

#### Alcalde
| Alcalde actual      | José Bravo Burgos (RN) | José Bravo Burgos (RN) | José Bravo Burgos (RN) | José Bravo Burgos (RN) | José Bravo Burgos (RN) |
| Candidato           | Pacto                  | Partido                | Votos                  | %                      | Resultado              |
| ------------------- | ---------------------- | ---------------------- | ---------------------- | ---------------------- | ---------------------- |
| Luis Arias López    | Unidad por la Dignidad | PDC                    | 2.683                  | 32,21%                 | Electo                 |
| José Bravo Burgos   | Chile Vamos            | RN                     | 2.594                  | 31,14%                 |                        |
| Erwin Orellana Sáez | Independiente          | Ind.                   | 1.163                  | 13,96%                 |                        |
| Dilon Álvarez Morán | Independiente          | Ind.                   | 384                    | 4,61%                  |                        |
| Pilar Lagos Retamal | Independiente          | Ind.                   | 1.505                  | 18,07%                 |                        |

#### Concejales electos
| Candidato                       | Pacto                  | Partido | Votos | %     |
| ------------------------------- | ---------------------- | ------- | ----- | ----- |
| Luis Ernesto García Friz        | Chile Vamos            | RN      | 433   | 5,46  |
| Viviana Manquilef Calfiquir     | Unidos por la Dignidad | PDC     | 392   | 4,95  |
| José Antonio Colihuil Binimelis | Unidad por el Apruebo  | PPD     | 902   | 11,38 |
| Anselmo Peiñan Catrifol         | Unidad por el Apruebo  | PPD     | 194   | 2,45  |
| Álex Sáez Castillo              | Chile Vamos            | EVOP    | 342   | 4,31  |
| Ivette Gutiérrez Seguel         | Chile Vamos            | UDI     | 419   | 5,29  |

     Concejal que obtiene la primera mayoría de votos en las elecciones municipales, realizadas el 15 y 16 de mayo de 2021.

### Galvarino

#### Alcalde
| Alcalde actual         | Marcos Hernández Rojas (Ind./Nueva Mayoría) | Marcos Hernández Rojas (Ind./Nueva Mayoría) | Marcos Hernández Rojas (Ind./Nueva Mayoría) | Marcos Hernández Rojas (Ind./Nueva Mayoría) | Marcos Hernández Rojas (Ind./Nueva Mayoría) |
| Candidato              | Pacto                                       | Partido                                     | Votos                                       | %                                           | Resultado                                   |
| ---------------------- | ------------------------------------------- | ------------------------------------------- | ------------------------------------------- | ------------------------------------------- | ------------------------------------------- |
| José Millalén Paillal  | Chile Digno, Verde y Soberano               | Ind.                                        | 1.626                                       | 27,90%                                      |                                             |
| Marcos Hernández Rojas | Unidad por la Dignidad                      | Ind.                                        | 2.299                                       | 39,45%                                      | Reelecto                                    |
| Hans González Espinoza | Chile Vamos                                 | RN                                          | 1.902                                       | 32,64%                                      |                                             |

#### Concejales electos
| Candidato                  | Pacto                         | Partido  | Votos | %     |
| -------------------------- | ----------------------------- | -------- | ----- | ----- |
| Ernesto Lincoñir Paillalid | Chile Digno, Verde y Soberano | FREVS    | 279   | 4,98  |
| Jorge González Aravena     | Chile Vamos                   | RN       | 418   | 7,46  |
| Pablo Huenulao Muñoz       | Unidos por la Dignidad        | PDC      | 458   | 8,17  |
| Alicia Morales Ñanculeo    | Unidos por la Dignidad        | IND      | 686   | 12,24 |
| Sara Huenchupil Díaz       | Dignidad Ahora                | IND / PI | 398   | 7,10  |
| Marcelo Sáez Erices        | Dignidad Ahora                | IND / PI | 432   | 7,71  |

     Concejal que obtiene la primera mayoría de votos en las elecciones municipales, realizadas el 15 y 16 de mayo de 2021.

### Gorbea

#### Alcalde
| Alcalde actual            | Guido Siegmund González (UDI) | Guido Siegmund González (UDI) | Guido Siegmund González (UDI) | Guido Siegmund González (UDI) | Guido Siegmund González (UDI) |
| Candidato                 | Pacto                         | Partido                       | Votos                         | %                             | Resultado                     |
| ------------------------- | ----------------------------- | ----------------------------- | ----------------------------- | ----------------------------- | ----------------------------- |
| Jorge Romero Martínez     | Unidad por la Dignidad        | PDC                           | 3.767                         | 53,00%                        | Electo                        |
| Guido Siegmund González   | Chile Vamos                   | UDI                           | 2 740                         | 38,55%                        |                               |
| Gerardo Rodríguez Hidalgo | Independiente                 | Ind.                          | 600                           | 8,44%                         |                               |

#### Concejales electos
| Candidato               | Pacto                  | Partido   | Votos | %     |
| ----------------------- | ---------------------- | --------- | ----- | ----- |
| Rodrigo Poblete Torres  | Chile Vamos            | RN        | 982   | 14,23 |
| Rosa Verdejo Silva      | Chile Vamos            | RN        | 303   | 4,39  |
| Jorge Quezada Leiton    | Unidos por la Dignidad | IND       | 610   | 8,84  |
| Gabriel Ordóñez Miranda | Unidos por la Dignidad | IND       | 638   | 9,25  |
| Juan Carlos Cid Peña    | Chile Vamos            | IND / UDI | 722   | 11,19 |
| Darwin Torres Arcos     | Radicales              | PR        | 413   | 5,59  |

     Concejal que obtiene la primera mayoría de votos en las elecciones municipales, realizadas el 15 y 16 de mayo de 2021.

### Lautaro

#### Alcalde
| Alcalde actual              | Raúl Schifferli Díaz (Ind./PDC) | Raúl Schifferli Díaz (Ind./PDC) | Raúl Schifferli Díaz (Ind./PDC) | Raúl Schifferli Díaz (Ind./PDC) | Raúl Schifferli Díaz (Ind./PDC) |
| Candidato                   | Pacto                           | Partido                         | Votos                           | %                               | Resultado                       |
| --------------------------- | ------------------------------- | ------------------------------- | ------------------------------- | ------------------------------- | ------------------------------- |
| Raúl Schifferli Díaz        | Unidad por la Dignidad          | Ind.                            | 9.449                           | 78,45%                          | Reelecto                        |
| Fernando Garrido Mera       | Chile Vamos                     | RN                              | 795                             | 6,60%                           |                                 |
| Guillermo Jaramillo Salazar | Dignidad Ahora                  | Ind.                            | 1.800                           | 14,95%                          |                                 |

#### Concejales electos
| Candidato                 | Pacto                  | Partido | Votos | %     |
| ------------------------- | ---------------------- | ------- | ----- | ----- |
| Ricardo Jaramillo Galindo | Chile Vamos            | RN      | 1.551 | 13,41 |
| Aurelio Llanos Espinoza   | Chile Vamos            | RN      | 527   | 4,56  |
| Mario Pérez Rebolledo     | Unidos por la Dignidad | PDC     | 1.134 | 9,81  |
| Erwin Hauri Madariaga     | Unidos por la Dignidad | IND     | 861   | 7,44  |
| Cecilia Oñate Jiménez     | Unidos por la Dignidad | IND     | 574   | 4,96  |
| Gastón Muñoz Riego        | Unidad por el Apruebo  | PS      | 1.077 | 9,31  |

     Concejal que obtiene la primera mayoría de votos en las elecciones municipales, realizadas el 15 y 16 de mayo de 2021.

### Loncoche

#### Alcalde
| Alcalde actual            | Sergio Peña Riquelme (RN) | Sergio Peña Riquelme (RN) | Sergio Peña Riquelme (RN) | Sergio Peña Riquelme (RN) | Sergio Peña Riquelme (RN) |
| Candidato                 | Pacto                     | Partido                   | Votos                     | %                         | Resultado                 |
| ------------------------- | ------------------------- | ------------------------- | ------------------------- | ------------------------- | ------------------------- |
| Julia Cares Pineda        | Independiente             | Ind.                      | 108                       | 1,16%                     |                           |
| Sandra Granzotto Mardones | Independiente             | Ind.                      | 1.076                     | 11,54%                    |                           |
| Alexis Pineda Ruiz        | Independiente             | Ind.                      | 3.722                     | 39,92%                    | Electo                    |
| Nelson Fuentes Acuña      | Independiente             | Ind.                      | 1.136                     | 12,18%                    |                           |
| Alberto Velásquez Castro  | Independiente             | Ind.                      | 3.282                     | 35,20%                    |                           |

#### Concejales electos
| Candidato                | Pacto                  | Partido     | Votos | %     |
| ------------------------ | ---------------------- | ----------- | ----- | ----- |
| José Soto Zambrano       | Chile Vamos            | RN          | 639   | 6,98  |
| Víctor Véjar Cabrera     | Chile Vamos            | RN          | 907   | 7,99  |
| Matías Cuitiño Spuler    | Unidos por la Dignidad | PDC         | 427   | 4,67  |
| Nelson Vásquez Huenuante | Unidad por el Apruebo  | Ind. / PPD  | 1.314 | 14,36 |
| Nelson Castillo Carrasco | Chile Vamos            | Ind. / EVOP | 564   | 6,16  |
| Adriana Quintana Jofré   | Radicales              | PR          | 610   | 6,67  |

     Concejal que obtiene la primera mayoría de votos en las elecciones municipales, realizadas el 15 y 16 de mayo de 2021.

### Melipeuco

#### Alcalde
| Alcalde actual            | Eduardo Navarrete Fuentes (UDI) | Eduardo Navarrete Fuentes (UDI) | Eduardo Navarrete Fuentes (UDI) | Eduardo Navarrete Fuentes (UDI) | Eduardo Navarrete Fuentes (UDI) |
| Candidato                 | Pacto                           | Partido                         | Votos                           | %                               | Resultado                       |
| ------------------------- | ------------------------------- | ------------------------------- | ------------------------------- | ------------------------------- | ------------------------------- |
| Alejandro Cuminao Barros  | Unidad por el Apruebo           | Ind.                            | 1.934                           | 52,66%                          | Electo                          |
| Eduardo Navarrete Fuentes | Chile Vamos                     | UDI                             | 1.207                           | 32,71%                          |                                 |
| Miguel Ángel Cerda Vetter | Independiente                   | Ind.                            | 69                              | 1,87%                           |                                 |
| Carlos Sepúlveda Molina   | Independiente                   | Ind.                            | 471                             | 12,76%                          |                                 |

#### Concejales electos
| Candidato                 | Pacto                  | Partido    | Votos | %     |
| ------------------------- | ---------------------- | ---------- | ----- | ----- |
| Claudio Melillan Melillan | Unidos por la Dignidad | Ind.       | 140   | 4,00  |
| Dany Maldonado Cayuman    | Dignidad Ahora         | Ind. / PH  | 375   | 10,71 |
| Raúl Epulef Zavala        | Unidad por el Apruebo  | PPD        | 406   | 11,60 |
| Eloísa Herrera Cuevas     | Unidad por el Apruebo  | Ind. / PPD | 203   | 5,80  |
| Nelson Sepúlveda Reumay   | Chile Vamos            | UDI        | 334   | 9,54  |
| Erick Burgos Sánchez      | Chile Vamos            | UDI        | 165   | 4,71  |

     Concejal que obtiene la primera mayoría de votos en las elecciones municipales, realizadas el 15 y 16 de mayo de 2021.

### Nueva Imperial

#### Alcalde
| Alcalde actual               | Manuel Salas Trautmann (PDC)  | Manuel Salas Trautmann (PDC) | Manuel Salas Trautmann (PDC) | Manuel Salas Trautmann (PDC) | Manuel Salas Trautmann (PDC) |
| Candidato                    | Pacto                         | Partido                      | Votos                        | %                            | Resultado                    |
| ---------------------------- | ----------------------------- | ---------------------------- | ---------------------------- | ---------------------------- | ---------------------------- |
| Gregoriana Cayuqueo Trarupil | Chile Digno, Verde y Soberano | Ind.                         | 662                          | 4,95%                        |                              |
| César Sepúlveda Huerta       | Unidad por la Dignidad        | PDC                          | 4.524                        | 33,85%                       | Electo                       |
| Marisol Muñoz Canobi         | Chile Vamos                   | UDI                          | 508                          | 3,80%                        |                              |
| Paola Aguilera Torres        | Independiente                 | Ind.                         | 476                          | 3,56%                        |                              |
| Miguel Suárez Molina         | Independiente                 | Ind.                         | 1.882                        | 14,08%                       |                              |
| Rodrigo Pacheco Aguilera     | Independiente                 | Ind.                         | 1.882                        | 14,08%                       |                              |
| Claudia Lecerf Henríquez     | Independiente                 | Ind.                         | 3.431                        | 25,67%                       |                              |

#### Concejales electos
| Candidato                 | Pacto                         | Partido      | Votos | %     |
| ------------------------- | ----------------------------- | ------------ | ----- | ----- |
| Alfredo Llafquen Huilipan | Chile Digno, Verde y Soberano | Ind. / FREVS | 438   | 3,49  |
| Iván Quinchaleo González  | Chile Vamos                   | RN           | 1.391 | 11,09 |
| Óscar Vergara Tapia       | Unidos por la Dignidad        | Ind.         | 1.922 | 15,32 |
| Myriam Canario Rivas      | Unidos por la Dignidad        | Ind.         | 330   | 2,63  |
| María Luisa Parra Ortiz   | Unidad por el Apruebo         | PPD          | 1.045 | 8,33  |
| Daniel Lincovil Huencho   | Radicales                     | Ind. / PR    | 834   | 6,65  |

     Concejal que obtiene la primera mayoría de votos en las elecciones municipales, realizadas el 15 y 16 de mayo de 2021.

### Padre Las Casas

#### Alcalde
| Alcalde actual              | Juan Delgado Castro (RN)      | Juan Delgado Castro (RN) | Juan Delgado Castro (RN) | Juan Delgado Castro (RN) | Juan Delgado Castro (RN) |
| Candidato                   | Pacto                         | Partido                  | Votos                    | %                        | Resultado                |
| --------------------------- | ----------------------------- | ------------------------ | ------------------------ | ------------------------ | ------------------------ |
| Roberto Meliqueo Diego      | Chile Digno, Verde y Soberano | FRVS                     | 1.020                    | 5,43%                    |                          |
| Eduardo Vicencio Salgado    | Unidad por la Dignidad        | PDC                      | 449                      | 2,39%                    |                          |
| Raúl Henríquez Burgos       | Chile Vamos                   | RN                       | 5.620                    | 29,93%                   |                          |
| David Espinoza Salamanca    | Dignidad Ahora                | PI                       | 1.081                    | 5,76%                    |                          |
| Gustavo Sataraín Valenzuela | Independientes Cristianos     | PCC                      | 307                      | 1,63%                    |                          |
| Mario González Rebolledo    | Independiente                 | Ind.                     | 8.004                    | 42,63%                   | Electo                   |
| Álex Henríquez Araneda      | Independiente                 | Ind.                     | 2.296                    | 12,23%                   |                          |

#### Concejales electos
| Candidato                       | Pacto                         | Partido   | Votos | %    |
| ------------------------------- | ----------------------------- | --------- | ----- | ---- |
| Pedro Vergara Manríquez         | Chile Digno, Verde y Soberano | PCCh      | 979   | 5,50 |
| Inés Araneda Villagrán          | Chile Vamos                   | RN        | 974   | 5,47 |
| Juan Francisco Nahuelpi Ramírez | Unidos por la Dignidad        | PDC       | 884   | 4,96 |
| Marcela Esparza Saavedra        | Chile Vamos                   | EVOP      | 928   | 5,21 |
| Evelyn Mora Gallegos            | Chile Vamos                   | UDI       | 1.702 | 9,55 |
| Miguel Santana Carmona          | Radicales                     | Ind. / PR | 1.537 | 8,63 |

     Concejal que obtiene la primera mayoría de votos en las elecciones municipales, realizadas el 15 y 16 de mayo de 2021.

### Perquenco

#### Alcalde
| Alcalde actual             | Luis Muñoz Pérez (Ind./Nueva Mayoría) | Luis Muñoz Pérez (Ind./Nueva Mayoría) | Luis Muñoz Pérez (Ind./Nueva Mayoría) | Luis Muñoz Pérez (Ind./Nueva Mayoría) | Luis Muñoz Pérez (Ind./Nueva Mayoría) |
| Candidato                  | Pacto                                 | Partido                               | Votos                                 | %                                     | Resultado                             |
| -------------------------- | ------------------------------------- | ------------------------------------- | ------------------------------------- | ------------------------------------- | ------------------------------------- |
| Alejandro Sepúlveda Tapia  | Unidad por el Apruebo                 | PPD                                   | 2.184                                 | 57,70%                                | Electo                                |
| Ricardo Green Rivera       | Independiente                         | Ind.                                  | 189                                   | 4,99%                                 |                                       |
| Domingo Nahuelcura Antilao | Independiente                         | Ind.                                  | 338                                   | 8,93%                                 |                                       |
| Luis Escobar Gallardo      | Independiente                         | Ind.                                  | 1.074                                 | 28,38%                                |                                       |

#### Concejales electos
| Candidato                 | Pacto                  | Partido    | Votos | %     |
| ------------------------- | ---------------------- | ---------- | ----- | ----- |
| Alejandro Pacheco Valdés  | Chile Vamos            | Ind. / RN  | 193   | 3,49  |
| Gerardo Sanhueza Soto     | Unidos por la Dignidad | PDC        | 210   | 5,75  |
| Juan Eduardo Rivas Zapata | Unidad por el Apruebo  | Ind. / PPD | 430   | 11,76 |
| Miguel Lara Valdebenito   | Unidad por el Apruebo  | PS         | 673   | 18,41 |
| Wilson Soto Avendaño      | Unidad por el Apruebo  | Ind. / PS  | 205   | 5,61  |
| Mauricio Sandoval Reyes   | Ind.                   | Ind.       | 513   | 14,04 |

     Concejal que obtiene la primera mayoría de votos en las elecciones municipales, realizadas el 15 y 16 de mayo de 2021.

### Pitrufquén

#### Alcalde
| Alcalde actual            | Jorge Jaramillo Hott (PPD) | Jorge Jaramillo Hott (PPD) | Jorge Jaramillo Hott (PPD) | Jorge Jaramillo Hott (PPD) | Jorge Jaramillo Hott (PPD) |
| Candidato                 | Pacto                      | Partido                    | Votos                      | %                          | Resultado                  |
| ------------------------- | -------------------------- | -------------------------- | -------------------------- | -------------------------- | -------------------------- |
| Jorge Jaramillo Hott      | Unidad por el Apruebo      | PPD                        | 4.334                      | 44,68%                     |                            |
| Jacqueline Romero Inzunza | Chile Vamos                | RN                         | 4.402                      | 45,38%                     | Electa                     |
| Humberto Catalán Candia   | Independiente              | Ind.                       | 964                        | 9,94%                      |                            |

#### Concejales electos
| Candidato                  | Pacto                  | Partido   | Votos | %     |
| -------------------------- | ---------------------- | --------- | ----- | ----- |
| Valeria Brun Marican       | Chile Vamos            | RN        | 599   | 6,40  |
| Amelia Riquelme Valenzuela | Unidos por la Dignidad | PDC       | 366   | 3,91  |
| Felipe Barril Riquelme     | Unidos por la Dignidad | Ind.      | 947   | 10,07 |
| Roxana San Martín Bilbao   | Unidad por el Apruebo  | PPD       | 432   | 4,61  |
| Pedro Lizama Díaz          | Chile Vamos            | UDI       | 1.013 | 10,82 |
| Lorenzo Silva Cariman      | Radicales              | Ind. / PR | 354   | 3,78  |

     Concejal que obtiene la primera mayoría de votos en las elecciones municipales, realizadas el 15 y 16 de mayo de 2021.

### Pucón

#### Alcalde
| Alcalde actual          | Carlos Barra Matamala (RN) | Carlos Barra Matamala (RN) | Carlos Barra Matamala (RN) | Carlos Barra Matamala (RN) | Carlos Barra Matamala (RN) |
| Candidato               | Pacto                      | Partido                    | Votos                      | %                          | Resultado                  |
| ----------------------- | -------------------------- | -------------------------- | -------------------------- | -------------------------- | -------------------------- |
| Blanca Beraud Fernández | Unidad por la Dignidad     | PDC                        | 1.495                      | 14,04%                     |                            |
| Carlos Barra Matamala   | Chile Vamos                | RN                         | 3.834                      | 36,01%                     | Reelecto                   |
| Edita Mansilla Barría   | Independiente              | Ind.                       | 3.643                      | 34,22%                     |                            |
| Mario Peñafiel Espinoza | Independiente              | Ind.                       | 1.675                      | 15,73%                     |                            |

#### Concejales electos
| Candidato                  | Pacto                         | Partido    | Votos | %     |
| -------------------------- | ----------------------------- | ---------- | ----- | ----- |
| Ricardo Cortés Ossandón    | Chile Digno, Verde y Soberano | PCCh       | 988   | 9,64  |
| Cristián Hernández Schmidt | Chile Vamos                   | RN         | 1.336 | 13,04 |
| Claudio Cortéz Guarda      | Chile Vamos                   | RN         | 427   | 4,67  |
| Verónica Castillo Ojeda    | Unidos por la Dignidad        | Ind.       | 517   | 5,05  |
| Daniela García Mintz       | Unidad por el Apruebo         | Ind. / PPD | 708   | 6,91  |
| Armin Avilés Arias         | Chile Vamos                   | Ind. / UDI | 612   | 5,97  |

     Concejal que obtiene la primera mayoría de votos en las elecciones municipales, realizadas el 15 y 16 de mayo de 2021.

### Saavedra

#### Alcalde
| Alcalde actual             | Juan Paillafil Calfulén (Ind.) | Juan Paillafil Calfulén (Ind.) | Juan Paillafil Calfulén (Ind.) | Juan Paillafil Calfulén (Ind.) | Juan Paillafil Calfulén (Ind.) |
| Candidato                  | Pacto                          | Partido                        | Votos                          | %                              | Resultado                      |
| -------------------------- | ------------------------------ | ------------------------------ | ------------------------------ | ------------------------------ | ------------------------------ |
| Ricardo Tripainao Calfulaf | Unidad por el Apruebo          | PPD                            | 2.973                          | 43,53%                         |                                |
| Juan Paillafil Calfulén    | Independiente                  | Ind.                           | 3.856                          | 56,47%                         | Reelecto                       |

#### Concejales electos
| Candidato                   | Pacto                         | Partido      | Votos | %     |
| --------------------------- | ----------------------------- | ------------ | ----- | ----- |
| Cecilia Santibáñez Curifuta | Chile Digno, Verde y Soberano | Ind. / FREVS | 471   | 7,17  |
| Gioconda Espejo Espejo      | Chile Vamos                   | RN           | 260   | 3,96  |
| Juan Héctor Pavez Cortés    | Unidos por la Dignidad        | PDC          | 524   | 7,98  |
| Jessica Ríos Hernández      | Chile Vamos                   | PRI          | 297   | 4,52  |
| Enrri Bañares Alarcón       | Unidos por la Dignidad        | IND / PS     | 1.030 | 15,69 |
| Cristian Suazo Alarcón      | Unidos por la Dignidad        | IND / PS     | 265   | 4,04  |

     Concejal que obtiene la primera mayoría de votos en las elecciones municipales, realizadas el 15 y 16 de mayo de 2021.

### Temuco

#### Alcalde
| Alcalde actual             | Roberto Neira Aburto (PPD)    | Roberto Neira Aburto (PPD) | Roberto Neira Aburto (PPD) | Roberto Neira Aburto (PPD) | Roberto Neira Aburto (PPD) |
| Candidato                  | Pacto                         | Partido                    | Votos                      | %                          | Resultado                  |
| -------------------------- | ----------------------------- | -------------------------- | -------------------------- | -------------------------- | -------------------------- |
| Roberto Neira Aburto       | Unidad por el Apruebo         | PPD                        | 30.323                     | 36,22%                     | Electo                     |
| Miguel Ángel Cortés Ibarra | Chile Digno, Verde y Soberano | Ind.                       | 5.659                      | 6,76%                      |                            |
| Daniel Schmidt Mc Lachlan  | Chile Vamos                   | Ind.                       | 26.535                     | 31,70%                     |                            |
| Jessica Méndez Canaves     | Ecologistas e Independientes  | PEV                        | 5.721                      | 6,83%                      |                            |
| Felipe Valdebenito Leiva   | Independiente                 | Ind.                       | 15.481                     | 18,49%                     |                            |

#### Concejales electos
| Candidato                   | Pacto                         | Partido     | Votos | %    |
| --------------------------- | ----------------------------- | ----------- | ----- | ---- |
| Carlos Sepúlveda Vergara    | Chile Digno, Verde y Soberano | PCCh        | 2.089 | 2,61 |
| Fredy Cartes Valenzuela     | Chile Vamos                   | RN          | 2.682 | 3,35 |
| Claudia Peñailillo Guzmán   | Chile Vamos                   | Ind. / RN   | 2.367 | 2,96 |
| Soledad Gallardo Vásquez    | Unidos por la Dignidad        | Ind.        | 1.096 | 1,37 |
| Viviana Díaz Carvallo       | Ecologistas e Independientes  | PEV         | 2.447 | 3,06 |
| Alejandro Bizama Tiznado    | Unidad por el Apruebo         | PPD         | 2.813 | 3,52 |
| Marco Antonio Vásquez Ulloa | Unidad por el Apruebo         | PS          | 1.496 | 2,43 |
| Esteban Barriga Rosales     | Unidad por el Apruebo         | Ind. / PS   | 3.476 | 4,35 |
| Bruno Hauenstein Araya      | Chile Vamos                   | Ind. / EVOP | 1.723 | 2,15 |
| Juan Aceitón Vásquez        | Radicales                     | Ind. / PR   | 1.678 | 2,10 |

     Concejal que obtiene la primera mayoría de votos en las elecciones municipales, realizadas el 15 y 16 de mayo de 2021.

### Teodoro Schmidt

#### Alcalde
| Alcalde actual              | Alfredo Riquelme Arriagada (PPD) | Alfredo Riquelme Arriagada (PPD) | Alfredo Riquelme Arriagada (PPD) | Alfredo Riquelme Arriagada (PPD) | Alfredo Riquelme Arriagada (PPD) |
| Candidato                   | Pacto                            | Partido                          | Votos                            | %                                | Resultado                        |
| --------------------------- | -------------------------------- | -------------------------------- | -------------------------------- | -------------------------------- | -------------------------------- |
| Alfredo Riquelme Arriagada  | Unidad por el Apruebo            | PPD                              | 2.542                            | 38,00%                           |                                  |
| Baldomero Santos Vidal      | Chile Vamos                      | UDI                              | 2.610                            | 39,02%                           | Electo                           |
| Irenio Montecinos Henríquez | Independiente                    | Ind.                             | 950                              | 14,20%                           |                                  |
| Patricia Iturra Apablaza    | Independiente                    | Ind.                             | 587                              | 8,78%                            |                                  |

#### Concejales electos
| Candidato                   | Pacto                  | Partido | Votos | %     |
| --------------------------- | ---------------------- | ------- | ----- | ----- |
| Katerin Krepps Pezo         | Chile Vamos            | RN      | 466   | 7,17  |
| Carlos Cortés Leñam         | Unidos por la Dignidad | PDC     | 449   | 6,93  |
| Yasmir Vidal Santos         | Unidad por el Apruebo  | PPD     | 577   | 8,90  |
| Mauricio Holzapfel Aguilera | Chile Vamos            | EVOP    | 549   | 8,47  |
| Fernando Chandía Peña       | Chile Vamos            | EVOP    | 503   | 7,76  |
| Ramón Fernández Rubilar     | Chile Vamos            | UDI     | 731   | 11,28 |

     Concejal que obtiene la primera mayoría de votos en las elecciones municipales, realizadas el 15 y 16 de mayo de 2021.

### Toltén

#### Alcalde
| Alcalde actual          | Guillermo Martínez Soto (UDI) | Guillermo Martínez Soto (UDI) | Guillermo Martínez Soto (UDI) | Guillermo Martínez Soto (UDI) | Guillermo Martínez Soto (UDI) |
| Candidato               | Pacto                         | Partido                       | Votos                         | %                             | Resultado                     |
| ----------------------- | ----------------------------- | ----------------------------- | ----------------------------- | ----------------------------- | ----------------------------- |
| Sandra Alfaro Chávez    | Unidad por la Dignidad        | PRO                           | 331                           | 7,39%                         |                               |
| Guillermo Martínez Soto | Chile Vamos                   | UDI                           | 3.095                         | 69,08%                        | Reelecto                      |
| José Ormeño Troncoso    | Ecologistas e Independientes  | Ind.                          | 1.054                         | 23,53%                        |                               |

#### Concejales electos
| Candidato                | Pacto                        | Partido    | Votos | %     |
| ------------------------ | ---------------------------- | ---------- | ----- | ----- |
| Rory Arellano Navarrete  | Chile Vamos                  | RN         | 400   | 9,03  |
| Mario Cayo Manquehual    | Ecologistas e Independientes | Ind. / PEV | 296   | 6,68  |
| Leonel Ávila Muñoz       | Chile Vamos                  | UDI        | 485   | 10,95 |
| Jeremías Rivera Carrasco | Chile Vamos                  | Ind. / UDI | 338   | 7,63  |
| Diego del Río Himiguala  | Chile Vamos                  | Ind. / UDI | 564   | 12,73 |
| Nelson Castro Trecanao   | Radicales                    | Ind. / PR  | 396   | 8,94  |

     Concejal que obtiene la primera mayoría de votos en las elecciones municipales, realizadas el 15 y 16 de mayo de 2021.

### Vilcún

#### Alcalde
| Alcaldesa actual          | Susana Aguilera Vega (PPD) | Susana Aguilera Vega (PPD) | Susana Aguilera Vega (PPD) | Susana Aguilera Vega (PPD) | Susana Aguilera Vega (PPD) |
| Candidato                 | Pacto                      | Partido                    | Votos                      | %                          | Resultado                  |
| ------------------------- | -------------------------- | -------------------------- | -------------------------- | -------------------------- | -------------------------- |
| Susana Aguilera Vega      | Unidad por el Apruebo      | PPD                        | 4.131                      | 38,30%                     |                            |
| Katherinne Migueles Muñoz | Chile Vamos                | RN                         | 5.120                      | 47,46%                     | Electa                     |
| Luis Figueroa Huecho      | Independiente              | Ind.                       | 1.536                      | 14,24%                     |                            |

#### Concejales electos
| Candidato                  | Pacto                  | Partido     | Votos | %     |
| -------------------------- | ---------------------- | ----------- | ----- | ----- |
| César Mercado Soto         | Chile Vamos            | Ind. / RN   | 882   | 8,65  |
| Marcelo Pérez Kunz         | Unidos por la Dignidad | PDC         | 537   | 5,26  |
| Arnoldo Burgos Sanhueza    | Unidad por el Apruebo  | PPD         | 782   | 7,67  |
| Pietro Jaramillo Bernachea | Unidad por el Apruebo  | PPD         | 1.038 | 10,17 |
| Víctor Rosas Contreras     | Unidad por el Apruebo  | Ind. / PPD  | 657   | 6,44  |
| Agustina Salazar Rojas     | Chile Vamos            | Ind. / EVOP | 738   | 7,23  |

     Concejal que obtiene la primera mayoría de votos en las elecciones municipales, realizadas el 15 y 16 de mayo de 2021.

### Villarrica

#### Alcalde
| Alcalde actual               | Pablo Astete Mermoud (RN)     | Pablo Astete Mermoud (RN) | Pablo Astete Mermoud (RN) | Pablo Astete Mermoud (RN) | Pablo Astete Mermoud (RN) |
| Candidato                    | Pacto                         | Partido                   | Votos                     | %                         | Resultado                 |
| ---------------------------- | ----------------------------- | ------------------------- | ------------------------- | ------------------------- | ------------------------- |
| Manuel Ansaldo Hill          | Chile Digno, Verde y Soberano | Ind.                      | 549                       | 2,93%                     |                           |
| Rubén Esparza Jara           | Ciudadanos Independientes     | PNC                       | 850                       | 4,54%                     |                           |
| Ingrid Prambs Klocker        | Unidad por la Dignidad        | PDC                       | 2.298                     | 12,27%                    |                           |
| Ronal Seiffert Aguilera      | Chile Vamos                   | RN                        | 5.123                     | 27,36%                    |                           |
| Germán Vergara Lagos         | Independiente                 | Ind.                      | 5.199                     | 28,11%                    | Electo                    |
| Alejandra Aillapán Huiriqueo | Independiente                 | Ind.                      | 3.704                     | 19,78%                    |                           |

#### Concejales electos
| Candidato                    | Pacto                         | Partido     | Votos | %    |
| ---------------------------- | ----------------------------- | ----------- | ----- | ---- |
| Raúl Landini Ebner           | Chile Digno, Verde y Soberano | Ind. / PCCh | 670   | 3,77 |
| Víctor Durán Rivera          | Ciudadanos Independientes     | PNC         | 1.074 | 6,04 |
| Sergio Mora Hernández        | Chile Vamos                   | Ind. / RN   | 427   | 4,67 |
| Jaime Beltrán Sáez           | Unidad por el Apruebo         | PPD         | 1.657 | 9,32 |
| Katalina Gudenschwager Basso | Chile Vamos                   | Ind. / EVOP | 1.483 | 8,34 |
| Marco Antonio Luna Pineda    | Chile Vamos                   | UDI         | 586   | 3,30 |

     Concejal que obtiene la primera mayoría de votos en las elecciones municipales, realizadas el 15 y 16 de mayo de 2021.

## Resultados Municipales en la Provincia de Malleco[4]

### Angol

#### Alcalde
| Alcalde actual             | Enrique Neira Neira (Ind./Chile Vamos) | Enrique Neira Neira (Ind./Chile Vamos) | Enrique Neira Neira (Ind./Chile Vamos) | Enrique Neira Neira (Ind./Chile Vamos) | Enrique Neira Neira (Ind./Chile Vamos) |
| Candidato                  | Pacto                                  | Partido                                | Votos                                  | %                                      | Resultado                              |
| -------------------------- | -------------------------------------- | -------------------------------------- | -------------------------------------- | -------------------------------------- | -------------------------------------- |
| Eduardo Contreras Díaz     | Unidad por el Apruebo                  | PR                                     | 1.836                                  | 11,63                                  |                                        |
| Enrique Neira Neira        | Chile Vamos                            | Ind.                                   | 8.570                                  | 54,29                                  | Reelecto                               |
| Sergio Paredes Montoya     | Independiente                          | Ind.                                   | 1.694                                  | 10,73                                  |                                        |
| Rolando Garcés Núñez       | Independiente                          | Ind.                                   | 607                                    | 3,84                                   |                                        |
| Américo Lantaño Muñoz      | Independiente                          | Ind.                                   | 1.296                                  | 8,21                                   |                                        |
| Obdulio Valdebenito Burgos | Independiente                          | Ind.                                   | 1.784                                  | 11,30                                  |                                        |

#### Concejales electos
| Candidato                 | Pacto                        | Partido    | Votos | %    |
| ------------------------- | ---------------------------- | ---------- | ----- | ---- |
| Mauricio Jiménez Trincado | Chile Vamos                  | RN         | 822   | 5,37 |
| Nemer Silva López         | Unidos por la Dignidad       | PDC        | 744   | 4,86 |
| Jaime Castro Colimil      | Ecologistas e Independientes | Ind. / PEV | 406   | 2,05 |
| Claudia Farías Salamanca  | Unidad por el Apruebo        | PS         | 667   | 4,36 |
| Beatriz Sanhueza Araya    | Unidad por el Apruebo        | PPD        | 923   | 6,03 |
| Gustavo González Chamorro | Radicales                    | PR         | 601   | 3,93 |

     Concejal que obtiene la primera mayoría de votos en las elecciones municipales, realizadas el 15 y 16 de mayo de 2021.

### Collipulli

#### Alcalde
| Alcalde actual             | Manuel Macaya Ramírez (Ind.) | Manuel Macaya Ramírez (Ind.) | Manuel Macaya Ramírez (Ind.) | Manuel Macaya Ramírez (Ind.) | Manuel Macaya Ramírez (Ind.) |
| Candidato                  | Pacto                        | Partido                      | Votos                        | %                            | Resultado                    |
| -------------------------- | ---------------------------- | ---------------------------- | ---------------------------- | ---------------------------- | ---------------------------- |
| Manuel Macaya Ramírez      | Chile Vamos                  | Ind.                         | 3.869                        | 47,08                        | Reelecto                     |
| Ema Vidal Díaz             | Republicanos                 | PRCh                         | 517                          | 6,29                         |                              |
| Leopoldo Rosales Neira     | Unidad por el Apruebo        | PS                           | 1.975                        | 24,03                        |                              |
| Francisco Quiduleo Cabrera | Independiente                | Ind.                         | 1.058                        | 12,87                        |                              |
| Alejandra Malián Collio    | Independiente                | Ind.                         | 799                          | 9,72                         |                              |

#### Concejales electos
| Candidato                 | Pacto                         | Partido   | Votos | %     |
| ------------------------- | ----------------------------- | --------- | ----- | ----- |
| Jacqueline Ponce Véjar    | Chile Digno, Verde y Soberano | PCCh      | 443   | 5,68  |
| Clara Riquelme Moreno     | Chile Vamos                   | RN        | 496   | 6,36  |
| Luis Bustos Zapata        | Unidad por el Apruebo         | PS        | 950   | 12,18 |
| Carolina Valenzuela Muñoz | Unidad por el Apruebo         | PS        | 387   | 4,96  |
| Víctor Díaz López         | Chile Vamos                   | UDI       | 574   | 7,36  |
| Giselle Latorre Ortiz     | Radicales                     | Ind. / PR | 190   | 2,44  |

     Concejal que obtiene la primera mayoría de votos en las elecciones municipales, realizadas el 15 y 16 de mayo de 2021.

### Curacautín

#### Alcalde
| Alcalde actual               | Jorge Saquel Albarrán (Ind./Nueva Mayoría) | Jorge Saquel Albarrán (Ind./Nueva Mayoría) | Jorge Saquel Albarrán (Ind./Nueva Mayoría) | Jorge Saquel Albarrán (Ind./Nueva Mayoría) | Jorge Saquel Albarrán (Ind./Nueva Mayoría) |
| Candidato                    | Pacto                                      | Partido                                    | Votos                                      | %                                          | Resultado                                  |
| ---------------------------- | ------------------------------------------ | ------------------------------------------ | ------------------------------------------ | ------------------------------------------ | ------------------------------------------ |
| Aníbal Carrillo Huaiquilaf   | Unidad por la Dignidad                     | Ind.                                       | 2.418                                      | 37,56                                      |                                            |
| David Sandoval Beroíza       | Chile Vamos                                | RN                                         | 523                                        | 8,12                                       |                                            |
| Víctor Barrera Barrera       | Independiente                              | Ind.                                       | 3.176                                      | 49,33                                      | Electo                                     |
| Gabriela Maldonado Bastías   | Independiente                              | Ind.                                       | 218                                        | 3,39                                       |                                            |
| Alejandra Aqueveque Guerrero | Independiente                              | Ind.                                       | 103                                        | 1,60                                       |                                            |

#### Concejales electos
| Candidato                 | Pacto                  | Partido   | Votos | %     |
| ------------------------- | ---------------------- | --------- | ----- | ----- |
| Mauricio Oñate Escobar    | Chile Vamos            | RN        | 530   | 8,56  |
| Bernardino Godoy Martínez | Unidos por la Dignidad | PDC       | 382   | 6,17  |
| Álex Jarpa Riveros        | Unidad por el Apruebo  | Ind. / PS | 419   | 6,77  |
| Carlos Crisóstomo Gatica  | Unidad por el Apruebo  | PPD       | 369   | 5,96  |
| Patricio Abarzúa Saavedra | Unidad por el Apruebo  | PPD       | 448   | 7,24  |
| Nibaldo Cortés Muñoz      | Independiente          | Ind.      | 741   | 11,97 |

     Concejal que obtiene la primera mayoría de votos en las elecciones municipales, realizadas el 15 y 16 de mayo de 2021.

### Ercilla

#### Alcalde
| Alcalde actual           | José Vilugrón Martínez (UDI) | José Vilugrón Martínez (UDI) | José Vilugrón Martínez (UDI) | José Vilugrón Martínez (UDI) | José Vilugrón Martínez (UDI) |
| Candidato                | Pacto                        | Partido                      | Votos                        | %                            | Resultado                    |
| ------------------------ | ---------------------------- | ---------------------------- | ---------------------------- | ---------------------------- | ---------------------------- |
| Valentín Vidal Hernández | Unidad por la Dignidad       | Ind.                         | 1.488                        | 41,48                        | Electo                       |
| Fredy Avello Pérez       | Chile Vamos                  | Ind.                         | 488                          | 13,60                        |                              |
| Luis Orellana Rocha      | Independiente                | Ind.                         | 1.360                        | 37,91                        |                              |
| Rode Obreque Villegas    | Independiente                | Ind.                         | 86                           | 2,40                         |                              |
| Herbert Paredes Toledo   | Independiente                | Ind.                         | 165                          | 4,60                         |                              |

#### Concejales electos
| Candidato               | Pacto                         | Partido      | Votos | %     |
| ----------------------- | ----------------------------- | ------------ | ----- | ----- |
| Emilia Coñumil Quiñimil | Chile Digno, Verde y Soberano | Ind. / FREVS | 541   | 15,69 |
| Tatiana Muñoz Badilla   | Chile Vamos                   | Ind. / RN    | 226   | 6,56  |
| Cristián Pulgar Perloz  | Chile Vamos                   | Ind. / RN    | 250   | 7,25  |
| Eduardo Torres Saldías  | Unidos por la Dignidad        | Ind.         | 221   | 6,41  |
| Jorge Devaud Maldonado  | Unidad por el Apruebo         | PS           | 264   | 7,66  |
| Álvaro Queulo Castillo  | Chile Vamos                   | Ind. / UDI   | 243   | 7,05  |

     Concejal que obtiene la primera mayoría de votos en las elecciones municipales, realizadas el 15 y 16 de mayo de 2021.

### Lonquimay

#### Alcalde
| Alcalde actual          | Nibaldo Alegría Alegría (Ind./Nueva Mayoría) | Nibaldo Alegría Alegría (Ind./Nueva Mayoría) | Nibaldo Alegría Alegría (Ind./Nueva Mayoría) | Nibaldo Alegría Alegría (Ind./Nueva Mayoría) | Nibaldo Alegría Alegría (Ind./Nueva Mayoría) |
| Candidato               | Pacto                                        | Partido                                      | Votos                                        | %                                            | Resultado                                    |
| ----------------------- | -------------------------------------------- | -------------------------------------------- | -------------------------------------------- | -------------------------------------------- | -------------------------------------------- |
| Nibaldo Alegría Alegría | Unidad por la Dignidad                       | Ind.                                         | 3.229                                        | 50,90                                        | Reelecto                                     |
| José Barría Oyarzún     | Chile Vamos                                  | Ind.                                         | 2.046                                        | 32,25                                        |                                              |
| Evaristo Curical Ñanco  | Independiente                                | Ind.                                         | 992                                          | 15,64                                        |                                              |
| Jorge Aroca Meliñir     | Independiente                                | Ind.                                         | 77                                           | 1,21                                         |                                              |

#### Concejales electos
| Candidato                  | Pacto                  | Partido    | Votos | %    |
| -------------------------- | ---------------------- | ---------- | ----- | ---- |
| Juan Gastón Fuentes Cid    | Chile Vamos            | Ind. / RN  | 386   | 6,33 |
| Patricio Lagos Cofré       | Unidos por la Dignidad | PDC        | 368   | 6,04 |
| Rosa Curical Huilipan      | Chile Vamos            | Ind. / PRI | 164   | 2,69 |
| Desiderio Carilao Marillan | Unidos por la Dignidad | Ind. / PPD | 289   | 4,74 |
| Eduardo Yáñez Rivas        | Chile Vamos            | EVOP       | 366   | 6,00 |
| Anicia Soto Curical        | Radicales              | PR         | 321   | 5,27 |

     Concejal que obtiene la primera mayoría de votos en las elecciones municipales, realizadas el 15 y 16 de mayo de 2021.

### Los Sauces

#### Alcalde
| Alcalde actual            | Gastón Mella Arzola (UDI) | Gastón Mella Arzola (UDI) | Gastón Mella Arzola (UDI) | Gastón Mella Arzola (UDI) | Gastón Mella Arzola (UDI) |
| Candidato                 | Pacto                     | Partido                   | Votos                     | %                         | Resultado                 |
| ------------------------- | ------------------------- | ------------------------- | ------------------------- | ------------------------- | ------------------------- |
| Valeska Sanhueza Cid      | Unidad por la Dignidad    | Ind.                      | 629                       | 15,29                     |                           |
| Gastón Mella Arzola       | Chile Vamos               | UDI                       | 1.777                     | 43,18                     | Reelecto                  |
| Pablo Rodríguez Castillo  | Independiente             | Ind.                      | 85                        | 2,07                      |                           |
| Víctor González Rodríguez | Independiente             | Ind.                      | 1.624                     | 39,47                     |                           |

#### Concejales electos
| Candidato                    | Pacto                  | Partido     | Votos | %     |
| ---------------------------- | ---------------------- | ----------- | ----- | ----- |
| Lucinda Henríquez Guzmán     | Chile Vamos            | RN          | 247   | 6,32  |
| Benjamín Garcés Guzmán       | Unidos por la Dignidad | PDC         | 573   | 14,65 |
| Mirko Valdebenito Durán      | Unidos por la Dignidad | PPD         | 142   | 3,63  |
| Constanza Castillo Henríquez | Chile Vamos            | Ind. / EVOP | 384   | 9,82  |
| José Cavallieri Badilla      | Chile Vamos            | UDI         | 239   | 6,11  |
| Gerardo Smitmans Maturana    | Chile Vamos            | UDI         | 231   | 5,91  |

     Concejal que obtiene la primera mayoría de votos en las elecciones municipales, realizadas el 15 y 16 de mayo de 2021.

### Lumaco

#### Alcalde
| Alcalde actual             | Manuel Painiqueo Tragnolao (PS) | Manuel Painiqueo Tragnolao (PS) | Manuel Painiqueo Tragnolao (PS) | Manuel Painiqueo Tragnolao (PS) | Manuel Painiqueo Tragnolao (PS) |
| Candidato                  | Pacto                           | Partido                         | Votos                           | %                               | Resultado                       |
| -------------------------- | ------------------------------- | ------------------------------- | ------------------------------- | ------------------------------- | ------------------------------- |
| Irenia Quintana González   | Unidad por el Apruebo           | PS                              | 1.405                           | 28,44                           |                                 |
| Claudio Molina Nahuelpi    | Chile Digno, Verde y Soberano   | PCCh                            | 199                             | 4,03                            |                                 |
| Richard Leonelli Contreras | Chile Vamos                     | Ind.                            | 2.953                           | 59,77                           | Electo                          |
| Evans Curin Huenchuñir     | Independiente                   | Ind.                            | 384                             | 7,77                            |                                 |

#### Concejales electos
| Candidato                 | Pacto                 | Partido     | Votos | %     |
| ------------------------- | --------------------- | ----------- | ----- | ----- |
| Santiago Guidotti Cea     | Chile Vamos           | RN          | 505   | 10,59 |
| Nicolás Covili Lizama     | Republicanos          | PRCh        | 270   | 5,66  |
| Yanela Flores Cárdenas    | Republicanos          | Ind. / PRCh | 331   | 6,94  |
| Javier Painequeo Paillali | Unidad por el Apruebo | PS          | 257   | 5,39  |
| Luis Fuentes Sepúlveda    | Chile Vamos           | UDI         | 187   | 3,92  |
| Nicolás Sepúlveda Palma   | Radicales             | PR          | 212   | 4,45  |

     Concejal que obtiene la primera mayoría de votos en las elecciones municipales, realizadas el 15 y 16 de mayo de 2021.

### Purén

#### Alcalde
| Alcalde actual            | Jorge Rivera Leal (PPD) | Jorge Rivera Leal (PPD) | Jorge Rivera Leal (PPD) | Jorge Rivera Leal (PPD) | Jorge Rivera Leal (PPD) |
| Candidato                 | Pacto                   | Partido                 | Votos                   | %                       | Resultado               |
| ------------------------- | ----------------------- | ----------------------- | ----------------------- | ----------------------- | ----------------------- |
| Jorge Rivera Leal         | Unidad por el Apruebo   | PPD                     | 2.277                   | 40,05                   | Reelecto                |
| Juan Alonso Levio         | Chile Vamos             | RN                      | 711                     | 12,51                   |                         |
| Benigno Quiñones Lara     | Independiente           | Ind.                    | 605                     | 10,64                   |                         |
| Renato Alarcón Boisier    | Independiente           | Ind.                    | 311                     | 5,47                    |                         |
| Sandra Valderrama Beltrán | Independiente           | Ind.                    | 1.663                   | 29,25                   |                         |
| Pedro Orellana Molina     | Independiente           | Ind.                    | 118                     | 2,08                    |                         |

#### Concejales electos
| Candidato                     | Pacto                  | Partido | Votos | %    |
| ----------------------------- | ---------------------- | ------- | ----- | ---- |
| Adolfo Torres Alarcón         | Chile Vamos            | RN      | 226   | 4,13 |
| Nieves Durán Durán            | Unidos por la Dignidad | PDC     | 412   | 7,53 |
| Juan Gonzalo Fuentes Valencia | Unidad por el Apruebo  | PPD     | 389   | 7,11 |
| Marina Quezada Estrada        | Unidad por el Apruebo  | PS      | 392   | 7,16 |
| Frann Barbieri Fernández      | Chile Vamos            | EVOP    | 510   | 9,32 |
| Cristián Bello Leal           | Radicales              | PR      | 283   | 5,17 |

     Concejal que obtiene la primera mayoría de votos en las elecciones municipales, realizadas el 15 y 16 de mayo de 2021.

### Renaico

#### Alcalde
| Alcalde actual          | Juan Reinao Marilao (Ind.) | Juan Reinao Marilao (Ind.) | Juan Reinao Marilao (Ind.) | Juan Reinao Marilao (Ind.) | Juan Reinao Marilao (Ind.) |
| Candidato               | Pacto                      | Partido                    | Votos                      | %                          | Resultado                  |
| ----------------------- | -------------------------- | -------------------------- | -------------------------- | -------------------------- | -------------------------- |
| Marcelo Veloso Aguilar  | Chile Vamos                | RN                         | 1.496                      | 31,72                      |                            |
| Antonio Jiménez Gatica  | Independiente              | Ind.                       | 453                        | 9,60                       |                            |
| Juan Reinao Marilao     | Independiente              | Ind.                       | 2.183                      | 46,28                      | Reelecto                   |
| Patricio Belmar Fuentes | Independiente              | Ind.                       | 585                        | 12,40                      |                            |

#### Concejales electos
| Candidato                  | Pacto                  | Partido    | Votos | %     |
| -------------------------- | ---------------------- | ---------- | ----- | ----- |
| Cristina Villagra Venegas  | Chile Vamos            | RN         | 171   | 3,73  |
| Claudio Musre Contreras    | Chile Vamos            | Ind. / RN  | 496   | 10,83 |
| Andrea Reyes Garcés        | Unidos por la Dignidad | Ind.       | 181   | 3,95  |
| Santiago Morales Velásquez | Unidad por el Apruebo  | Ind. / PPD | 273   | 5,96  |
| Nancy Puentes Troncoso     | Chile Vamos            | Ind. / UDI | 255   | 5,57  |
| Natalia Pedreros Bascuñán  | Radicales              | PR         | 287   | 6,27  |

     Concejal que obtiene la primera mayoría de votos en las elecciones municipales, realizadas el 15 y 16 de mayo de 2021.

### Traiguén

#### Alcalde
| Alcalde actual          | Ricardo Sanhueza Pirce (Ind./Nueva Mayoría) | Ricardo Sanhueza Pirce (Ind./Nueva Mayoría) | Ricardo Sanhueza Pirce (Ind./Nueva Mayoría) | Ricardo Sanhueza Pirce (Ind./Nueva Mayoría) | Ricardo Sanhueza Pirce (Ind./Nueva Mayoría) |
| Candidato               | Pacto                                       | Partido                                     | Votos                                       | %                                           | Resultado                                   |
| ----------------------- | ------------------------------------------- | ------------------------------------------- | ------------------------------------------- | ------------------------------------------- | ------------------------------------------- |
| Ricardo Sanhueza Pirce  | Unidad por el Apruebo                       | Ind.                                        | 3.738                                       | 51,77                                       | Reelecto                                    |
| Luis Álvarez Valenzuela | Chile Vamos                                 | Ind.                                        | 3.482                                       | 48,23                                       |                                             |

#### Concejales electos
| Candidato                  | Pacto                  | Partido     | Votos | %     |
| -------------------------- | ---------------------- | ----------- | ----- | ----- |
| Rosanna Rathgeb Fuentes    | Chile Vamos            | RN          | 487   | 7,14  |
| Iván Luengo Castillo       | Unidos por la Dignidad | PRO         | 376   | 5,52  |
| Felipe Osses Cerna         | Unidad por el Apruebo  | PPD         | 1.052 | 15,43 |
| Hugo Fuentes Aguilera      | Unidad por el Apruebo  | Ind. / PPD  | 272   | 3,99  |
| Fernando Contreras Boisier | Chile Vamos            | Ind. / EVOP | 302   | 4,43  |
| Eugenio Monsalve Álvarez   | Radicales              | Ind. / PR   | 356   | 5,22  |

     Concejal que obtiene la primera mayoría de votos en las elecciones municipales, realizadas el 15 y 16 de mayo de 2021.

### Victoria

#### Alcalde
| Alcalde actual          | Javier Jaramillo Soto (Ind./Nueva Mayoría) | Javier Jaramillo Soto (Ind./Nueva Mayoría) | Javier Jaramillo Soto (Ind./Nueva Mayoría) | Javier Jaramillo Soto (Ind./Nueva Mayoría) | Javier Jaramillo Soto (Ind./Nueva Mayoría) |
| Candidato               | Pacto                                      | Partido                                    | Votos 89                                   | %                                          | Resultado                                  |
| ----------------------- | ------------------------------------------ | ------------------------------------------ | ------------------------------------------ | ------------------------------------------ | ------------------------------------------ |
| Jorge Saffirio Espinoza | Unidad por la Dignidad                     | PDC                                        | 1.520                                      | 12,20                                      |                                            |
| Hugo Monsalves Castillo | Chile Vamos                                | Ind.                                       | 3.808                                      | 30,51                                      |                                            |
| Javier Jaramillo Soto   | Independiente                              | Ind.                                       | 5.070                                      | 40,68                                      | Reelecto                                   |
| Ariel Guzmán Iturra     | Independiente                              | Ind.                                       | 2.070                                      | 16,61                                      |                                            |

#### Concejales electos
| Candidato                 | Pacto                  | Partido   | Votos | %    |
| ------------------------- | ---------------------- | --------- | ----- | ---- |
| Carlos Romero Urrutia     | Unidos por la Dignidad | PDC       | 699   | 5,88 |
| Luis Felipe Vidal Ibáñez  | Dignidad Ahora         | Ind. / PH | 772   | 6,50 |
| Denisse Dufey Cerda       | Dignidad Ahora         | Ind. / PH | 810   | 6,82 |
| Patricio Garrido Saavedra | Unidad por el Apruebo  | PS        | 516   | 4,34 |
| Henry Canales Aguilera    | Chile Vamos            | UDI       | 1.181 | 9,94 |
| Paulo Miranda Araneda     | Radicales              | PR        | 498   | 4,19 |

     Concejal que obtiene la primera mayoría de votos en las elecciones municipales, realizadas el 15 y 16 de mayo de 2021.